# Saizewo (Kaliningrad, Prawdinsk)
Saizewo (russisch Зайцево, deutsch Stockheim) ist ein Ort im Rajon Prawdinsk in der Oblast Kaliningrad der Russischen Föderation. Er befindet sich etwa elf Kilometer westlich der Stadt Prawdinsk (deutsch: Friedland in Ostpreußen).

## Geographische Lage
Saizewo liegt verkehrsgünstig an der russischen Fernstraße A 196 (ehemalige deutsche Reichsstraße 131), die Kaliningrad (Königsberg) mit Krylowo (Nordenburg) verbindet. Eine Bahnanbindung besteht nicht.

## Geschichte
Das Dorf Stockheim gehörte  bis 1927 zum Kreis Friedland und bis 1945 zum Landkreis Bartenstein (Ostpr.) in der Provinz Ostpreußen. Am 1. Juli 1937 wurde Stockheim Amtsdorf, als der bisherige Amtsbezirk Puschkeiten (russisch: Sosnowka) in „Amtsbezirk Stockheim“ umbenannt wurde. Damals waren die Gemeinden Eisenbart (russisch: Konstantinowka) und Stockheim in den Amtsbezirk eingegliedert.
In Eisenbart bei Stockheim wurde Johann Gottlieb Kanitz (1815–1899) geboren, die bekannteste ostpreußische Imkerpersönlichkeit im 19. Jahrhundert.
Nach dem Zweiten Weltkrieg wurde der Ort Teil der Sowjetunion und erhielt 1950 den Namen „Saizewo“. Bis 2009 war er in den Poretschinski sowjet (Dorfsowjet Poretschje (Allenau)) eingegliedert und ist seither – aufgrund einer Struktur- und Verwaltungsreform – eine als „Siedlung“ (russisch: possjolok) eingestufte Ortschaft innerhalb der Domnowskoje selskoje posselenije (Landgemeinde Domnowo (Domnau)).

## Kirche

### Kirchengebäude
Anstelle eines hölzernen Kapellenbaus wurde in Stockheim um 1400 mit dem Bau einer steinernen Kirche begonnen. Er konnte jedoch erst 1500 zu Ende gebracht werden. Im Jahre 1688 stiftete Gebhard von Müllenheim die gesamte Ausstattung, die in ihrem Grundbestand bis 1945 erhalten blieb.
Nach 1945 wurde die Kirche zweckentfremdet u. a. als Traktorengarage benutzt, bis sie später zerfiel und das Gebäude schließlich abgerissen wurde.

### Kirchspiel Stockheim
Stockheim war bis 1945 Hauptort des evangelischen Kirchspiels Stockheim, zu dem die Dörfer Eisenbart (russisch: Konstantinowka), Sommerfeld (Gruschewka), Dommelkeim (Filippowka) und Schwönau (Perewalowo) sowie die Güter bzw. Vorwerke Puschkeiten (Sosnowka), Meisterfelde (Saretschje), Lisettenfeld (Koschewoje), Amen, Beschluß, Domnauswalde (Galkino, bis 1927 Kirchspiel Domnau), Schleuduhnen (Marjino) und Lawo (Krupino) gehörten. Das Kirchspiel lag im Kirchenkreis Friedland (russisch: Prawdinsk), später im Kirchenkreis Bartenstein (polnisch: Bartoszyce) innerhalb der Kirchenprovinz Ostpreußen der Kirche der Altpreußischen Union.
Heute liegt Saizewo im Einzugsbereich der evangelischen Gemeinde in Domnowo (Domnau), die Filialgemeinde der Auferstehungskirche in Kaliningrad (Königsberg) ist und zur Propstei Kaliningrad der Evangelisch-Lutherischen Kirche Europäisches Russland (ELKER) gehört.

### Pfarrer (bis 1945)

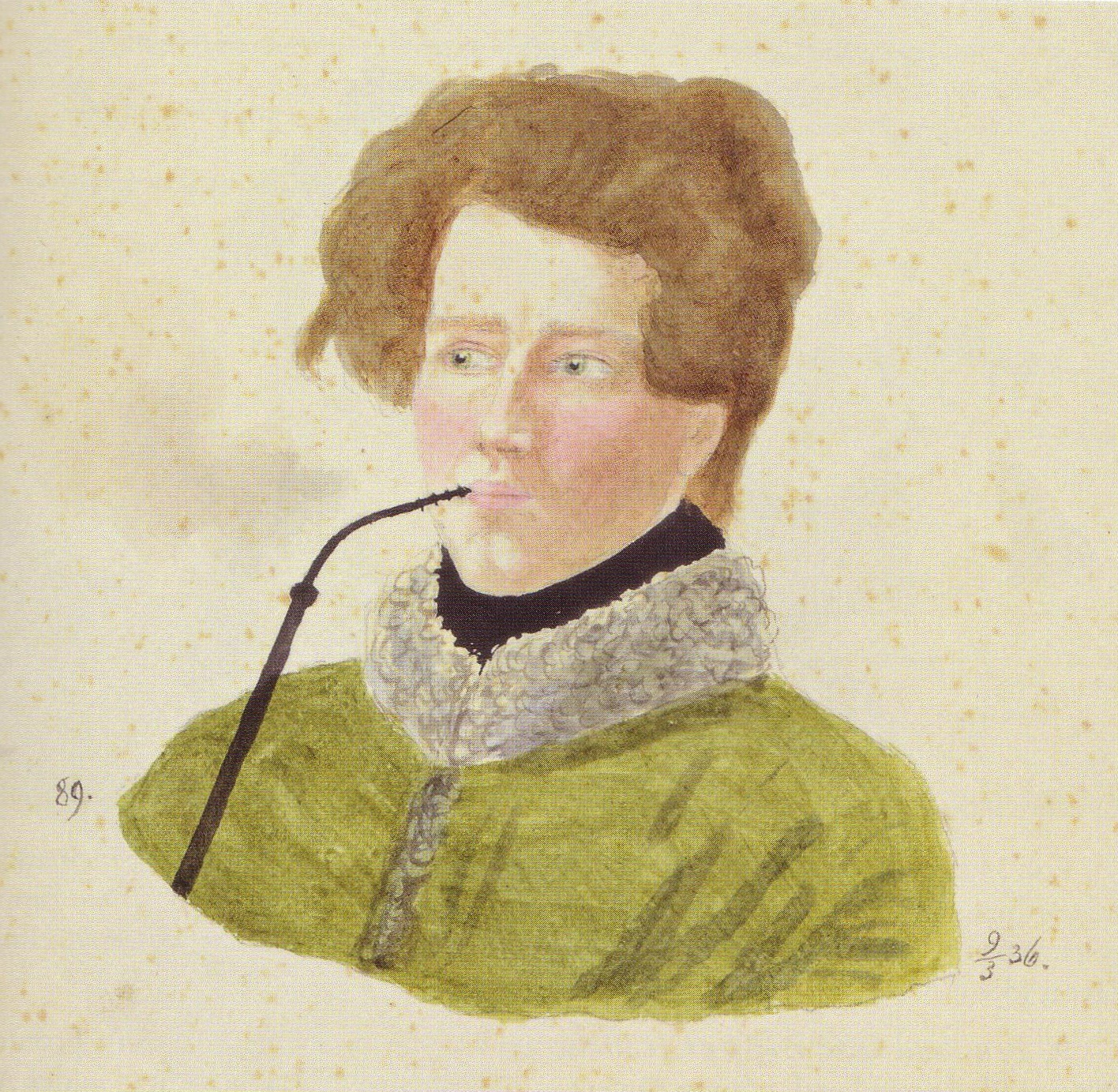
Wilhelm Schmiedeberg: Theodor Fürchtegott Gemmel

Von der Reformation bis 1945 amtierten in Stockheim 19 evangelische Geistliche:
- Mattheus Roth, 1525–1529
- Johann Hoffmann, 1561/1579
- Johann Binckius, 1616
- Heinrich Obergius, 1640–1657
- Johann Philipp Schusterus, 1657–1691
- Nicolaus Friedrich Pöpping, 1691–1710
- Johann Christoph Gerich, 1710–1748
- Johann Jacob Schumann, 1733–1739
- Theodor Jacob Weber, 1748–1763
- Christian Heinrich Störmer, 1764–1772
- Friedrich Polycarp Charisius, 1771–1811
- Carl Immanuel Reinhard Johann, 1811–1844
- Theodor Fürchtegott Gemmel, 1844–1863[9]
- Friedrich Adolf Tr. Sternkopf, 1863–1877
- Hans Louis Alfred Kittel, 1877–1888
- Julius Carl Kasemir, 1888–1926
- Ernst Zander, 1928–1933
- Ernst Salkowski, 1934
- Ernst Mölleken, 1940–1945